# Frank Crowe
Pour les articles homonymes, voir Crowe.
Francis Trenholm Crowe (12 octobre 1882–26 février 1946) fut l'ingénieur en chef du barrage Hoover (Hoover Dam en anglais). Au cours de cette période, il fut également administrateur de la société Six Companies, entreprise de construction liée au projet. Il finissait chacune de ses constructions dans les temps, parfois même avec beaucoup d'avance comme ce fut le cas pour le barrage Hoover (4 ans de construction au lieu des 6 années prévues), ce qui lui a valu le surnom d'« homme pressé ». 
Né à Trenholmville (maintenant un hameau dans Saint-Félix-de-Kingsey) dans le comté de Drummond, Crowe fut diplômé en génie civil à l'Université du Maine (États-Unis) en 1905 et commença sa carrière par un job d'été au sein du United States Bureau of Reclamation (Bureau fédéral supervisant la gestion de l'eau), il y conservera un poste durant une vingtaine d'années. 
En 1924, Frank Crowe quitta le Bureau pour rejoindre une société de construction (Morrison-Knudsen à Boise (Idaho). 
C'est en travaillant sur le projet du barrage d'Arrowrock dans l'Idaho que Crowe acquis les deux principales techniques nécessaires à la construction de grands barrages. Ces deux techniques sont le système d'acheminement du ciment par pneumatique et le système de câbles suspendus permettant au ciment d'être injecté en tout point du site de construction. C'est en se basant sur ces techniques que Crowe put construire une vingtaine de grands barrages de l'ouest américain comme le barrage Hoover ou le barrage Shasta.